# Michael Matthews
Michael Matthews (Camberra, 26 de setembro de 1990) é um ciclista profissional australiano que corre pela equipa Team Jayco AlUla.
Pelas suas aptidões destaca-se como sprinter, ainda que supera bastante bem na média montanha.

## Trajetória
Começou a destacar no ano 2010, ano que ganhou o Campeonato do Mundo sub-23. Em 2011, estreia como profissional de primeiro nível com a equipa Rabobank, conseguindo uma vitória de etapa no Tour Down Under, corrida do UCI WorldTour, que se disputa na Austrália. Esteve nessa equipa até temporada de 2012 e em 2013 passou à equipa australiana Orica-GreenEDGE.
Seu melhor ano, sem dúvida, chegaria em 2013. Depois de ser 3.º e 2.º nos campeonatos nacionais da Austrália, dominou os sprints do Tour de Utah e da Volta a Espanha, ganhando duas etapas na cada uma.
Em sua participação em 2014 do Giro d'Italia não pôde começar de melhor forma para o ciclista australiano, já que desde a segunda etapa se fez com a liderança da corrida. Ganhou a 6.ª etapa e manteve-se a camisola rosa até à 8.ª etapa, quando perdeu a liderança das mãos de Cadel Evans. Posteriormente, na etapa número 9 (Lugo-Sestola) sofreu uma forte queda que fez que não tomasse a partida na 11.ª etapa. Nesse mesmo ano estava planeado a sua estreia no Tour de France mas uma queda quatro dias antes de começar, que lhe significou 6 pontos de sutura numa mão, o deixou fora da equipa.
Da mesma forma que o Giro começou a Volta a Espanha, ganhou a 3.ª etapa e foi camisola vermelho durante 3 etapas até primeiro final em alto da corrida em Cumbres Verdes no que o perdeu a mãos de Alejandro Valverde.

## Palmarés
| - 2009 - Campeonato Oceânico Contrarrelógio sub-23 - Campeonato Oceânico em Estrada sub-23 - 2010 - 1 etapa do Tour de Wellington - 2 etapas do Tour de Langkawi - 1 etapa do Tour do Japão - 2 etapas do G. P. Ringerike - Campeonato Mundial em Estrada sub-23 - UCI Oceania Tour - 2011 - 3.º no Campeonato da Austrália Contrarrelógio - 1 etapa do Tour Down Under - 1 etapa da Volta a Múrcia - Volta a Colónia - 2012 - Clássica de Almeria - 1 etapa do Tour de Utah - 2013 - 3.º no Campeonato da Austrália Contrarrelógio - 2.º no Campeonato da Austrália em Estrada - 2 etapas do Tour de Utah - 2 etapas da Volta a Espanha - 2014 - Volta à La Rioja - 1 etapa da Volta ao País Basco - 1 etapa do Giro d'Italia - 1 etapa da Volta à Eslovénia - 1 etapa da Volta a Espanha - 2015 - 1 etapa da Paris-Nice - 1 etapa da Volta ao País Basco - 1 etapa do Giro d'Italia - 1 etapa da Volta à Suíça - 1 etapa do Tour de Alberta - 2.º no Campeonato Mundial em Estrada | - 2016 - 2 etapas da Paris-Nice - Volta à La Rioja - 1 etapa do Tour de France - 2017 - 1 etapa da Volta ao País Basco - 1 etapa da Volta à Suíça - 2 etapas do Tour de France, mais classificação por pontos - 3.º na Campeonato Mundial em Estrada - 2018 - 1 etapa do Volta à Romandia - 1 etapa do BinckBank Tour - Grande Prêmio de Quebec - Grande Prêmio de Montreal - 2019 - 2 etapas da Volta à Catalunha - Grande Prêmio de Quebec - 2020 - Bretagne Classic - 2022 - 1 etapa da Volta à Catalunha - 1 etapa do Tour de France - 3.º no Campeonato Mundial em Estrada - UCI Oceania Tour - 2023 - 3.º no Campeonato da Austrália em Estrada - 1 etapa do Giro d'Italia |

## Resultados

### Grandes Voltas
| Corrida | Corrida         | 2011 | 2012 | 2013  | 2014 | 2015  | 2016  | 2017 | 2018 | 2019 | 2020 | 2021 | 2022 | 2023 |
| ------- | --------------- | ---- | ---- | ----- | ---- | ----- | ----- | ---- | ---- | ---- | ---- | ---- | ---- | ---- |
|         | Giro d'Italia   | —    | —    | —     | Ab.  | Ab.   | —     | —    | —    | —    | Ab.  | —    | —    | 63.º |
|         | Tour de France  | —    | —    | —     | —    | 152.º | 110.º | 69.º | Ab.  | 67.º | —    | 79.º | 77.º | —    |
|         | Volta a Espanha | —    | —    | 110.º | 75.º | —     | —     | —    | —    | —    | —    | 70.º | —    | —    |

—: não participa

Ab.: abandono

### Clássicas, Campeonatos e JJ. OO.
| Corrida                    | Corrida                    | 2011  | 2012 | 2013  | 2014 | 2015 | 2016 | 2017 | 2018 | 2019 | 2020 | 2021 | 2022 | 2023 |
| -------------------------- | -------------------------- | ----- | ---- | ----- | ---- | ---- | ---- | ---- | ---- | ---- | ---- | ---- | ---- | ---- |
| Omloop Het Nieuwsblad      | Omloop Het Nieuwsblad      | —     | —    | Ab.   | —    | —    | —    | —    | Ab.  | 42.º | —    | —    | —    | —    |
| Strade Bianche             | Strade Bianche             | —     | —    | —     | —    | —    | —    | —    | —    | —    | —    | —    | Ab.  | —    |
|                            | Milão-Sanremo              | 107.º | —    | —     | 78.º | 3.º  | 59.º | 12.º | 7.º  | 12.º | 3.º  | 6.º  | 4.º  | —    |
| E3 Harelbeke               | E3 Harelbeke               | —     | —    | —     | —    | —    | —    | —    | 13.º | —    | X    | Ab.  | —    | —    |
| Gante-Wevelgem             | Gante-Wevelgem             | 69.º  | —    | —     | —    | —    | —    | 8.º  | 13.º | —    | —    | 5.º  | —    | —    |
| Através de Flandres        | Através de Flandres        | —     | —    | —     | —    | —    | —    | 30.º | —    | —    | X    | —    | —    | 20.º |
|                            | Volta à Flandres           | —     | —    | —     | —    | —    | —    | —    | —    | 6.º  | —    | 21.º | 11.º | Ab.  |
| Flecha Brabanzona          | Flecha Brabanzona          | —     | 10.º | —     | 2.º  | 2.º  | 5.º  | 11.º | —    | 4.º  | —    | Ab.  | 7.º  |      |
| Amstel Gold Race           | Amstel Gold Race           | —     | —    | Ab.   | 12.º | 3.º  | 5.º  | 10.º | 24.º | 16.º | X    | 4.º  | 7.º  | —    |
| Flecha Valona              | Flecha Valona              | —     | —    | 112.º | —    | Ab.  | 21.º | 67.º | 5.º  | 8.º  | —    | 21.º | —    | —    |
|                            | Liège-Bastogne-Liège       | —     | —    | 128.º | —    | —    | —    | 4.º  | 63.º | 35.º | —    | 19.º | Ab.  | —    |
| Grande Prêmio de Frankfurt | Grande Prêmio de Frankfurt | 3.º   | —    | —     | —    | X    | —    | 15.º | 2.º  | Ab.  | X    | 9.º  | —    | 14.º |
| Cyclassics Hamburg         | Cyclassics Hamburg         | 43.º  | Ab.  | —     | —    | —    | —    | —    | —    | —    | X    | X    | —    | —    |
| Clássica de San Sebastián  | Clássica de San Sebastián  | —     | —    | Ab.   | —    | —    | —    | —    | 55.º | —    | X    | —    | Ab.  | Ab.  |
| Bretagne Classic           | Bretagne Classic           | —     | 48.º | —     | —    | —    | 4.º  | 5.º  | 4.º  | 14.º | 1.º  | 27.º | —    | 12.º |
| Grande Prêmio de Quebec    | Grande Prêmio de Quebec    | —     | Ab.  | —     | —    | 2.º  | 5.º  | 3.º  | 1.º  | 1.º  | X    | X    | 2.º  | 3.º  |
| Grande Prêmio de Montreal  | Grande Prêmio de Montreal  | —     | 71.º | —     | —    | 19.º | 4.º  | 8.º  | 1.º  | 19.º | X    | X    | 13.º | 26.º |
|                            | Giro de Lombardia          | —     | —    | Ab.   | —    | —    | —    | —    | Ab.  | —    | —    | —    | —    |      |
| Mundial em Estrada         | Mundial em Estrada         | —     | Ab.  | Ab.   | 14.º | 2.º  | 4.º  | 3.º  | —    | 24.º | 7.º  | 25.º | 3.º  | Ab.  |
| Austrália em Estrada       | Austrália em Estrada       | —     | Ab.  | 2.º   | Ab.  | —    | —    | —    | —    | —    | —    | —    | —    | 3.º  |
| Austrália Contrarrelógio   | Austrália Contrarrelógio   | —     | —    | 3.º   | —    | —    | —    | —    | —    | —    | —    | —    | —    | —    |

 —: Não participa

Ab.: Abandona

X: Edições não celebradas

## Equipas
- Team Jayco-Skins (2009[3] -2010)
- Rabobank Cycling Team (2011-2012)
- Orica GreenEDGE (2013-2016)
- Team Sunweb (2017-2020)
- BikeExchange/Jayco (2021-)
  - Team BikeExchange (2021)
  - Team BikeExchange-Jayco (2022)
  - Team Jayco AlUla (2023-)